# 韻律音韻論
韻律音韻論（いんりつおんいんろん、英: Prosodic phonology）は音韻論の一分野で、モーラ、音節、韻脚、音韻語などの研究を対象とする。

## 概論
1980年代に、ブルースヘイズやElizabeth Selkirkなどが中心に提唱した韻律音韻論では、すべての発話は、発話(Utterance)、音韻句(phonological phrase)、音韻語(prosodic word)、韻脚(foot)、音節(syllable)、モーラ(mora)という階層に解析(parse)されるとする。それぞれのレベルがどのように形成されるのか、その原則に普遍性は存在するのか、などの研究が進んでいる。
また、このような表示(representation)を必要としないという主張もある。（例えば、Chomsky and Halle (1968)のThe Sound Pattern of Englishなどでも、音節は音韻理論に必要ないとされていた。）

## 音節の例
例えば、VCVという連鎖は、V.CVというように音節化され、VC.Vと音節化されることはない（第一母音が強勢を持っている場合は例外）。よって自然言語は、CV音節をVC音節よりも好む、という性質が見られる。